# Kirsten Wagle
Kirsten Wagle, född 18 juli 1956 i Oslo, är en norsk textilkonstnär.
Wagle avlade diplomexamen på textillinjen vid Statens håndverks- og kunstindustriskole 1982. Sedan 1981 har hon ett nära samarbete med Astrid Løvaas. De genomför hela arbetsprocessen tillsammans så att man ej kan urskilja deras respektive insatser. De började med oblekt kanvasduk som veks till olika strukturer för att senare övergå till enkla, monumentala ornament. Sedan 1990 har de ofta arbetat med återbrukade textilier.
Bland Wagles verk märks en ridå på Trøndelag Teater, där metall kombineras med textilier. Hon är representerad på Nasjonalmuseum i Oslo.